# Rueda (Argentina)
Rueda è un comune della provincia di Santa Fe, in Argentina, situato nel Dipartimento di Constitución.